# Đồn điền cao su Michelin
Đồn điền cao su Michelin (tiếng Anh: Michelin Rubber Plantation) là một đồn điền nằm ở gần huyện Dầu Tiếng, tỉnh Bình Dương, cách Sài Gòn 72 km về phía Tây Bắc. Đồn điền này được công ty Michelin thành lập năm 1925 và có diện tích 12.400 hécta (31.000 mẫu Anh). Đây là đồn điền cao su lớn nhất Việt Nam. Đồn điền nằm ở khoảng giữa biên giới Việt Nam – Campuchia và Sài Gòn, và do đó đây là căn cứ và địa điểm đóng quân quan trọng của Mặt trận Dân tộc Giải phóng miền Nam Việt Nam (QGP) và sau này là Quân đội nhân dân Việt Nam (QĐNDVN). Đồn điền này là một nguồn thu quan trọng của Chính phủ miền Nam Việt Nam và Công ty Michelin được cho là đã phải trả nợ cho QGP để duy trì đồn điền hoạt động trong chiến tranh. Lực lượng Hoa Kỳ có nghĩa vụ bồi thường cho Michelin về những thiệt hại gây ra cho cây cao su trong quá trình hoạt động tại đồn điền.

## Chiến tranh Việt Nam

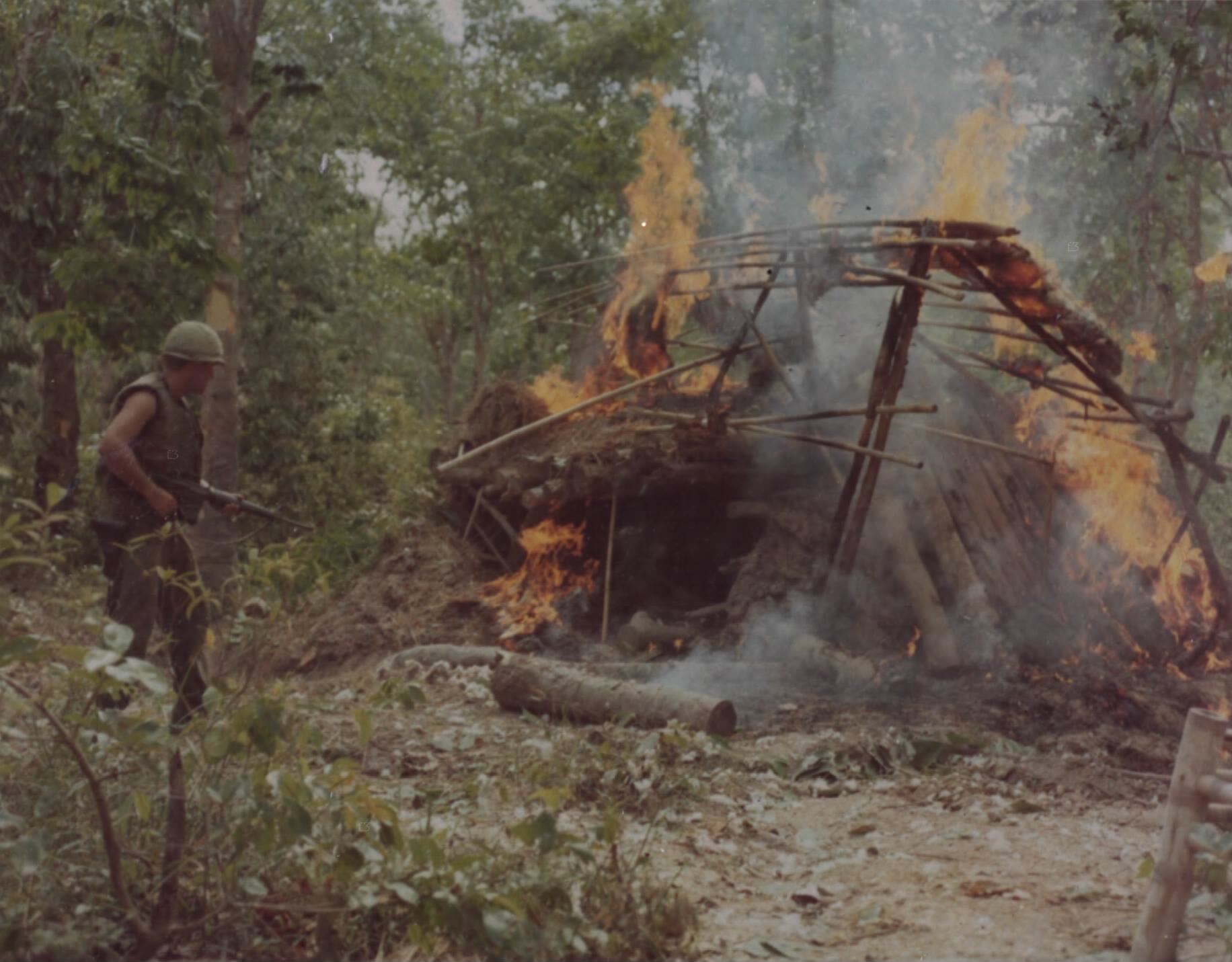
Binh lính của Đại đội "B", Tiểu đoàn 1, Sư đoàn 5 (Cơ giới), Sư đoàn 25 Bộ binh đốt cháy một túp lều tiếp tế của QGP trong một nhiệm vụ tìm và diệt ở đồn điền cao su Michelin, ngày 8 tháng 4 năm 1966

Liên quân Hoa Kỳ và Lục quân Việt Nam Cộng hòa (VNCH) thường xuyên tiến hành các hoạt động càn quét lực lượng cộng sản đồn trú trong đồn điền. Chiều tối ngày 27 tháng 11 năm 1965, Trung đoàn 272 QGP ập vào tấn công Trung đoàn 7, Sư đoàn 5 Lục quân VNCH, giết gần hết trung đoàn và 5 cố vấn Hoa Kỳ. Từ ngày 21 đến ngày 27 tháng 2 năm 1966, Lữ đoàn 2 và 3, Sư đoàn 1 Bộ binh Lục quân Hoa Kỳ mở Chiến dịch Mastiff, một chiến dịch tìm và diệt trong và xung quanh đồn điền.
Từ ngày 22 tháng 2 đến ngày 14 tháng 5 năm 1967, Lữ đoàn 3, Sư đoàn 4 Bộ binh Lục quân Hoa Kỳ, Lữ đoàn 196 Bộ binh, Lữ đoàn 173 Dù, Trung đoàn Thiết giáp 11, Tiểu đoàn 1 và 5 Thủy quân lục chiến VNCH, và các Tiểu đoàn 35 và 36 Biệt động quân VNCH phát động Chiến dịch Junction City, bao gồm cả các chiến dịch tại đồn điền. Từ ngày 17 tháng 5 đến ngày 7 tháng 12 năm 1967, Lữ đoàn 3, Sư đoàn 25 Bộ binh tiến hành Chiến dịch Diamond Head, một cuộc hành quân tìm và diệt trong đồn điền và các vùng lân cận. Tháng 8 và tháng 9 năm 1968, đồn điền là nơi giao tranh giữa lực lượng Hoa Kỳ và QĐNDVN giữa bối cảnh quân miền Bắc phát động Sự kiện Tết Mậu Thân đợt ba. Ngày 17 đến ngày 24 tháng 3 năm 1969, Sư đoàn 1 Bộ binh, Trung đoàn 11 Thiết giáp, Sư đoàn 1/4 Kỵ binh tiến hành mở Chiến dịch Atlas Wedge trong đồn điền này.
Sau Sự kiện 30 tháng 4 năm 1975, đầu tiên là đồn điền, rồi sau đó là nhà máy ở Sài Gòn, đã được chính quyền mới quốc hữu hóa.